# Santa Maria Maggiore (Piemont)
Santa Maria Maggiore (piemontiul: Santa Marìa) település Olaszországban, Piemont régióban. Lakosainak száma 1287 fő (2023. január 1.). Santa Maria Maggiore Craveggia, Druogno, Malesco, Toceno, Campo, Vergeletto, Masera, Montecrestese és Trontano községekkel határos.

## Népesség
A település népességének változása:
| Lakosok száma | 1276 | 1301 | 1287 |
|               | 2017 | 2018 | 2023 |